# Urocystis narcissi
Urocystis narcissi är en svampart som först beskrevs av Gonz. Frag., och fick sitt nu gällande namn av Vánky 1993. Urocystis narcissi ingår i släktet Urocystis och familjen Urocystidaceae.   Inga underarter finns listade i Catalogue of Life.